# ルハーンシク市電
ルハーンシク市電（ウクライナ語: Луганський трамвай、ロシア語: Луганский трамвай）は、ウクライナの都市・ルハーンシクに存在する路面電車。2014年のルガンスク人民共和国による実効支配以降、全線で運行を停止している。

## 歴史

### 開業から2014年まで
ルハーンシク市内に路面電車を建設する計画は1899年の時点で市議会で提案されていたが、実際に開通したのはソビエト連邦（ソ連）成立後の1934年5月1日となった。当初は全長7.2 kmの1系統のみであったが、同年11月7日に新たな2つの路線が開通し、以降は高い輸送力を誇る交通機関として急速に路線網を拡大し、多くの乗客に利用される事となった。第二次世界大戦（大祖国戦争）中、ドイツ軍の占領下におかれた頃も一部の系統は運行を継続し、解放後の1944年5月以降は休止していた系統の復旧工事が行われた。戦後は既存の系統の増強に加えて新系統の増設も続き、1970年の時点で計15系統が運行する大規模な路線網がルハーンシク市内に築かれていた。ソビエト連邦の崩壊後も1995年に自動車工場の従業員向けの3a号線が開通したが、結果的にこれが2020年時点における最後の新系統となった。
ソ連崩壊以降、ルハーンシク市電はトロリーバス（ルハーンシク・トロリーバス）と共にルハーンシク市が所有するルハーンシクエレクトロトランス（Луганськелектротранс）によって運営されていたが、モータリーゼーションの進行を始めとする要因から利用客の減少が続き、安い運賃に加えて利用客の多くが年金受給者を始めとした割引対象者であったために収入も伸び悩み、2000年代には公共交通事業は年間400万フリヴニャ以上の損失を抱える不採算事業となっていた。更に車両や施設の整備もままならず、2008年の時点の車両数は38両、平均寿命は18.3年で、ほとんどの路面電車が想定上の耐用年数を越えていた。
2014年の時点でもルハーンシク市電では営業キロ92 km、9本の系統が存在したが、1系統（6号線）のみが複数の車両を用いた高頻度運転を実施しており、残り系統は1 - 2両のみの電車を用い、運行間隔も1時間以上という状況だった。また、同年には従業員への賃金未払い状態が3ヶ月も続く事態となっていた。

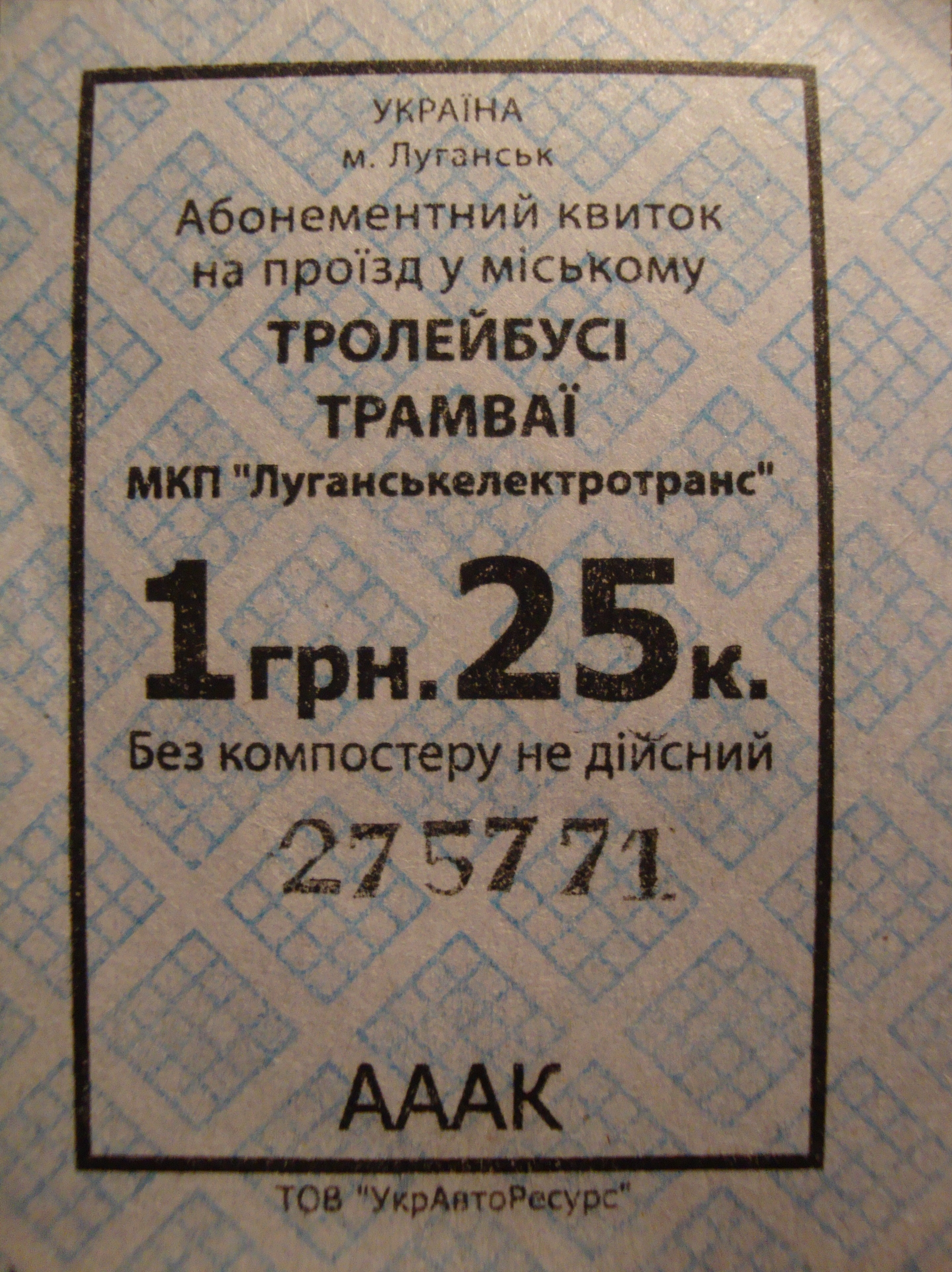
2012年の乗車券 運賃は1回の乗車あたり1.25フリヴニャだった

### ルガンスク人民共和国実効支配後
2014年ウクライナ騒乱の中で、ルハーンシクを含めたルハーンシク州の一部地域は同年以降ルガンスク人民共和国が実効支配する状態が続いている。その影響でルハーンシク市電は2014年7月15日以降長期に渡って運行が停止しており、その中で架線の破壊や線路の盗難も勃発した事で、安全上の理由から一部では施設の撤去が行われている。2015年6月には6号線で運転を再開する動きが見られたものの、採算性の問題から僅か3日間（6月5日 - 6月7日）のみで営業運転は中止し、ミニバスの路線網が拡大した事もあって2020年の時点でも再開の見込みは立っていない。

## 車両
2015年6月7日の最終運転日の時点で在籍していた車両は以下の通りであった。2018年の時点でも、これらの車両の多くが車庫で放置された状態となっている事が確認されている。また、これらの車両以外にも2004年にドニプロ市電で火災に遭った71-608Kの1両が復旧の上で譲渡されたが、2012年に廃車されている。
- KTM-5 - ソビエト連邦時代に大量生産が実施されていた路面電車。ルハーンシク市電で2015年に残存していたのは1987年 - 1991年に製造された27両であった[2]。
- K-1 - ウクライナのタトラ＝ユーク製の車両。5両が導入されたが1両は火災で焼失したため、2015年時点で4両が使用されていた[4]。
- LT-10（ロシア語版） - 地元に工場を有していたルハンシクテプロヴォーズ製の車両。2015年時点で1両が残存していた[4]。

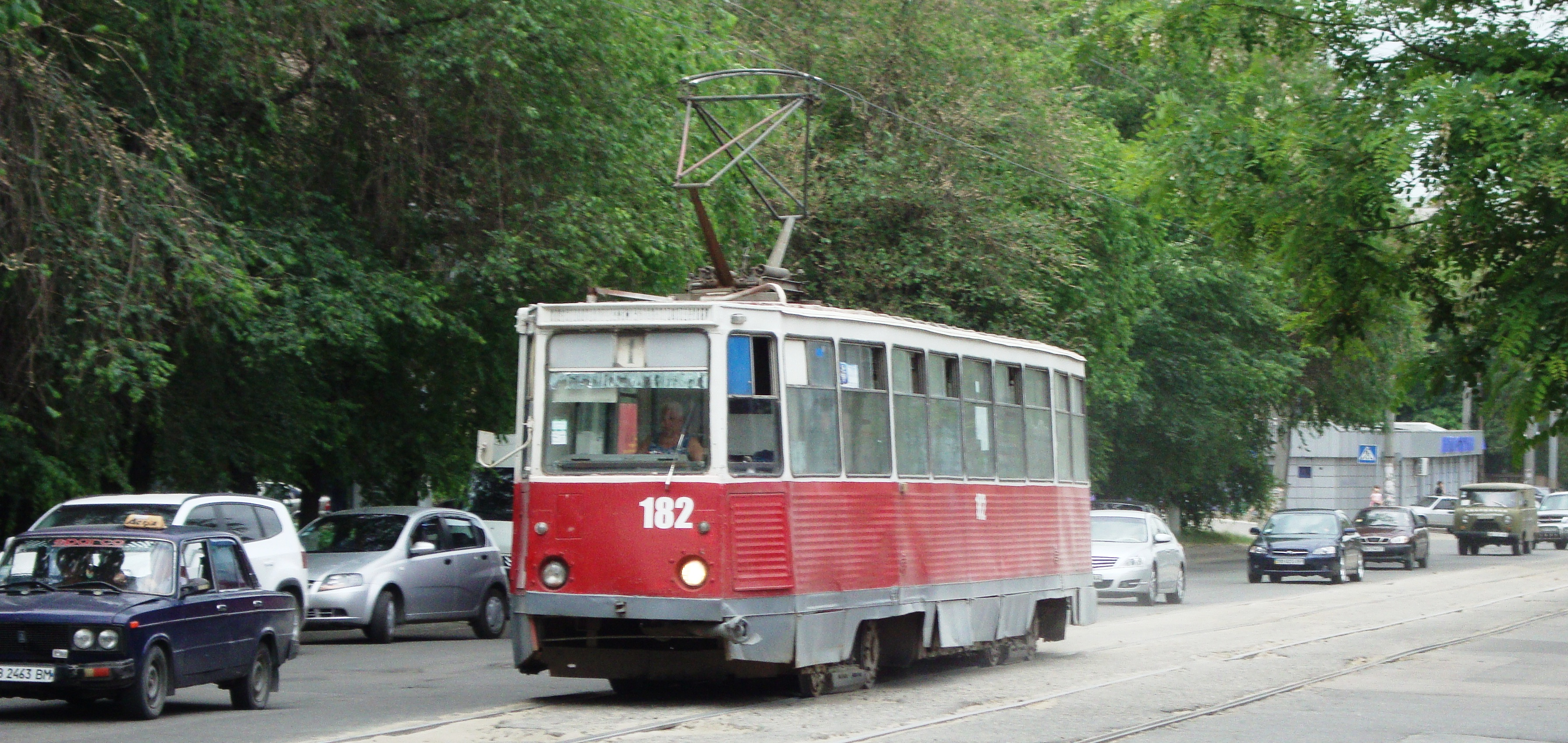
KTM-5（2012年撮影）
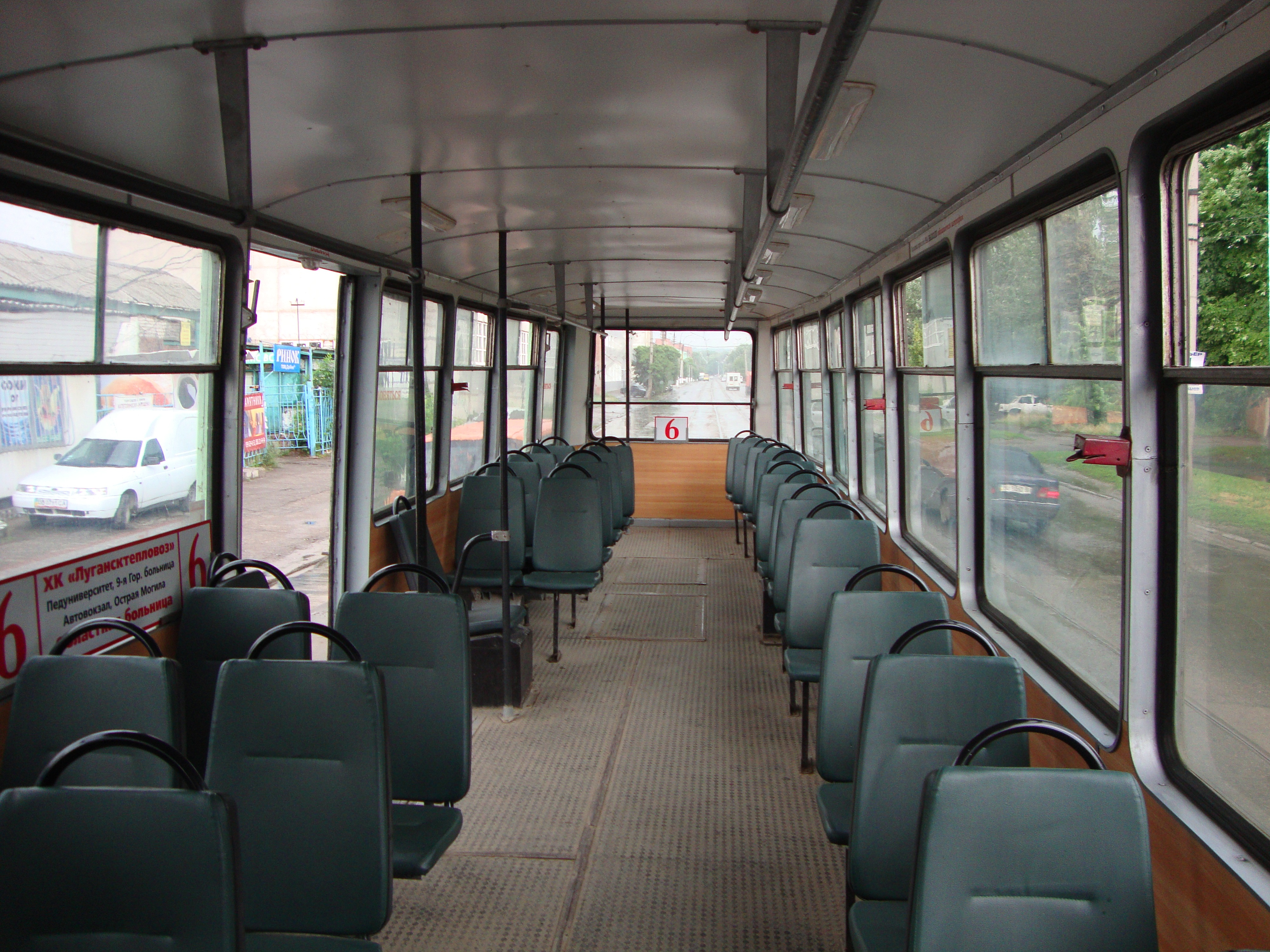
KTM-5（車内、2012年撮影）
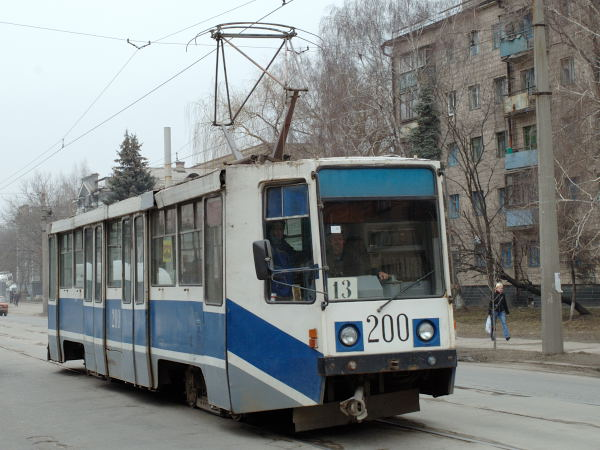
KTM-8（2007年撮影）
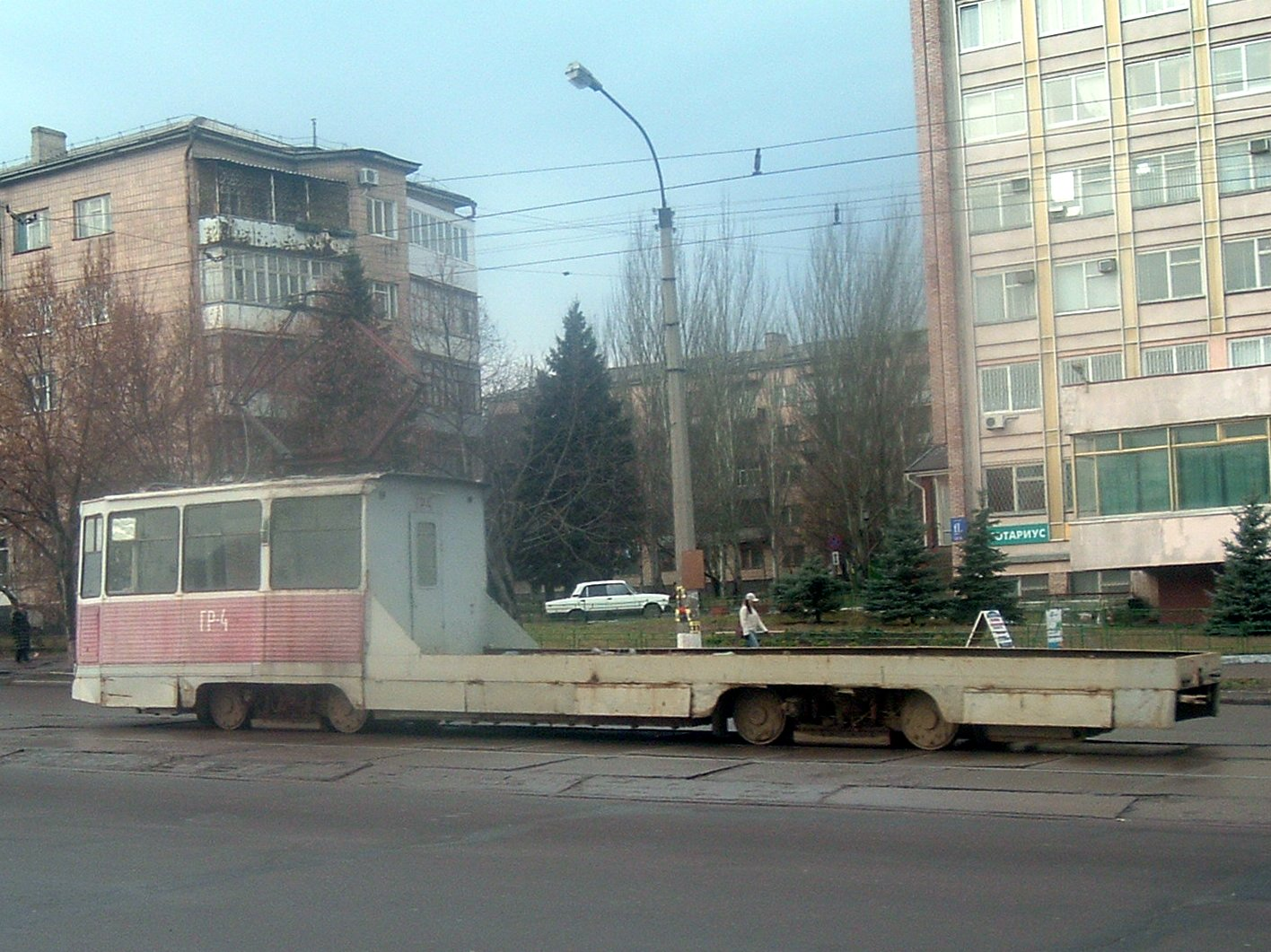
KTM-5を改造した事業用車両（2005年撮影）